# 고려의 과거 제도
고려의 과거제도는 광종 때 중국인 쌍기(雙冀)의 건의에 따라 처음으로 실시되었다.
처음에는 제술과(製述科, 진사과)·명경과(明經科) 및 의(醫)·복(卜)과를 두었는데, 그 뒤에 더욱 발전하여 인종 때 대략 정비됐다. 제술과는 시(詩)·부(賦)·송(頌)·책(策) 등의 사장(詞章, 문예)으로써 인재를 뽑는 것이며, 명경과는 유교의 경전으로, 잡과는 법률·의학·천문·지리 등 기술 과목으로 시험하였다.
제술과와 명경과는 다 같이 문신 등용을 위한 시험이었으나, 일반적으로 경학보다도 문예가 더 숭상되었기 때문에 제술과가 더욱더 중시되었다. 잡과는 기술관 등용을 위한 시험으로 그 격이 가장 낮았으며, 성종 때 과거제는 한층 강화되어 복시제(覆試制)가 시행되었다. 서울(개경)에 있는 문신에게는 매월 시부(試賦)를 지어 바치게 하여 문예 숭상의 기풍을 더욱 조장했다. 하지만 무신의 등용을 위한 무과시(武科詩)는 공양왕 때 비로소 실시되었다.
또한 광종 때 과거제가 실시되자 승과의 제도가 생겼다. 그 뒤 선종 때 진사(進士)의 제술과와 마찬가지로 3년마다 시행하였다.

## 같이 보기
- 과거 제도
- 조선의 과거 제도